# Rıza Çalımbay
Rıza Çalımbay (* 2. Februar 1963 in Sivas, Türkei) ist ein ehemaliger türkischer Fußballspieler und -trainer. Durch seine langjährige Tätigkeit für Beşiktaş Istanbul und als Eigengewächs wird er sehr stark mit diesem Verein assoziiert. Von Fan- und Vereinsseiten wird er als einer der bedeutendsten Spieler der Klubgeschichte aufgefasst. So hält er mehrere Vereinsrekorde. Mit 494 Erstligaeinsätzen für Beşiktaş ist er mit großem Abstand der Spieler mit den meisten Süper-Lig-Einsätzen der Vereinsgeschichte. Nach dem Weggang der Beşiktaş-Legende Samet Aybaba im Sommer 1988 übernahm er die Kapitänsbinde und trug sie bis zu seinem Karriereende. Wegen seiner kämpferischen und unermüdlichen Spielweise und aufgrund seiner Körpergröße erhielt er von den Fans den Spitznamen Atom Karınca (dt. A-Tom Ameise), entlehnt nach einer bekannten Zeichentrickfigur.

## Spielerkarriere
Çalımbay war als klassischer Rechtsaußen 16 Jahre lang bei Beşiktaş Istanbul aktiv und schrieb als deren Kapitän mit dem Spitznamen Atomameise zusammen mit dem Fußballer-Trio Ali Gültiken, Metin Tekin und Feyyaz Uçar Geschichte.
Zum Ende der Spielzeit 1995/96 gab er sein Karriereende bekannt. Mit einem am 21. Juli 1996 angesetzten Abschiedsspiel zwischen Beşiktaş und dem kroatischen Verein NK Varaždin verabschiedete er sich vom aktiven Fußball.

## Trainerkarriere
Nach Beendigung seiner aktiven Laufbahn arbeitete Calimbay als Trainer bei Caykur Rizespor. Eine aus Liebe zu seinem Stammverein eingebrachte Klausel seines Vertrages ließ am 27. Januar 2005 seinen Wechsel als Übungsleiter zu Beşiktaş Istanbul und damit Nachfolger von Vicente del Bosque in der laufenden Saison zu.
Seit Oktober 2010 ist er als Trainer seines Heimatvereins und Süper-Lig-Klubs Sivasspor tätig. Zum Saisonende verließ er mit seinem Vertragsende Sivasspor.
Wenige Wochen nach seinem Abschied von Sivasspor übernahm er zum dritten Mal den Erstliganeuling Çaykur Rizespor. Mit Rizespor erlebte er einen erfolgreichen Start in die Saison und rückte mit seinem Team nach dem 6. Spieltag auf dem 2. Tabellenplatz auf. Anschließend folgte aber eine lange Niederlagenserie, sodass die Mannschaft die Hinrunde auf dem 15. und damit vorletzten Tabellenplatz beendete. Nachdem dieser negativ Trend in den ersten Spieltagen der Rückrunde nicht abgewendet werden konnte und der Verein auf einen Abstiegsplatz abgerutscht war, trat Çalımbay nach dem 20. Spieltag von seinem Amt zurück.
Anfang Juni 2014 wurde er beim Aufsteiger Mersin İdman Yurdu als neuer Cheftrainer vorgestellt. Er unterschrieb einen Einjahresvertrag mit einer Option auf ein weiteres Jahr. Den finanzielle angeschlagenen und von der türkischen Fachpresse als sicheren Abstiegskandidaten gehandelten Verein führte er in der Saison zum 7. Tabellenplatz und wiederholte damit die zweitbeste Erstligaplatzierung der Vereinsgeschichte. Nachdem der Verein im Sommer 2015 seitens der FIFA mit einer einjährigen Transfersperre versehen wurde, machte Çalımbay seine Vertragsverlängerung davon abhängig, dass der Verein alle von ihm genannten Spieler im Kader halten sollte. Da die Vereinsführung dieser Aufforderung nicht nachkam, gab Çalımbay Mitte Juni 2015 seinen Rücktritt bekannt.
Im Juli 2015 wurde Çalımbay als neuer Cheftrainer vom Erstligisten Kasımpaşa Istanbul vorgestellt. Am 13. September 2016 wurde der Vertrag von Çalımbay mit gegenseitigem Einvernehmen aufgelöst. Er stand mit seiner Mannschaft, nach drei Spieltagen, auf dem letzten Tabellenplatz der Süper Lig. Zuvor gab es zwischen ihm und der Vereinsführung Meinungsverschiedenheiten, weil der Verein im Sommer 2016 Budgeteinschränkungen beschlossen und abgewanderte Leistungsträger wie Eren Derdiyok, Andreas Isaksson und Oscar Scarione aus Çalımbays Sicht unzureichend ersetzt hatte.
Anfang Oktober 2016 übernahm Çalımbay den Erstligisten Antalyaspor und ein Jahr später, Mitte Oktober 2017, Trabzonspor. Bei dem Schwarzmeerklub erhielt er nach einem Vorstandswechsel im Sommer 2018 keine Vertragsverlängerung. Zur anschließenden Saison 2018/19 übernahm er dann den zentralanatolischen Verein Konyaspor. Hier trat er nach Meinungsverschiedenheiten bereits drei Monate später von seinem Amt zurück.
Im Sommer 2019 übernahm er zum zweiten Mal in seiner Trainerlaufbahn mit Sivasspor den Verein seiner Heimatprovinz Sivas, mit denen er in der Saison 2021/22 den bisher größten Erfolg der Vereinsgeschichte, den Sieg des türkischen Pokals, gefeiert hat.
Anfang November 2023 konnte sich Beşiktaş Istanbul sich mit Rıza Çalımbay als Trainer einigen. Für Çalımbay wäre es, seit der Saison 2005/2006, seine zweit Amtszeit für die schwarzen Adler.

## Erfolge

### Als Spieler
Mit Beşiktaş Istanbul
- Türkischer Meister (6): 1981/82, 1985/86, 1989/90, 1990/91, 1991/92, 1994/95
- Türkischer Pokalsieger (4): 1988/89, 1989/90, 1993/94
- Türkischer Supercupsieger (4): 1986, 1989, 1992, 1994
- Premierminister-Pokalsieger (1): 1997
- TSYD-Istanbul-Pokalsieger (6): 1984, 1985, 1988, 1989, 1990, 1993

### Als Trainer
Denizlispor
- Türkischer Pokalhalbfinalist: 2001/02

Mit Sivasspor
- Türkischer Pokalsieger: 2021/22